# NGC 6622
NGC 6622 is een spiraalvormig sterrenstelsel in het sterrenbeeld Draak. Het sterrenstelsel ligt ongeveer 300 miljoen lichtjaar van de Aarde verwijderd en werd op 2 juni 1885 ontdekt door de Amerikaanse astronoom Lewis A. Swift. NGC 6622 interageert met NGC 6621.

## Synoniemen
- UGC 11175
- KCPG 534A
- MCG 11-22-31
- Arp 81
- ZWG 322.36
- VV 247
- 7ZW 778
- PGC 61579